# Saint-Apollinaire-de-Rias
Pour les articles homonymes, voir Saint-Apollinaire.
Saint-Apollinaire-de-Rias [sɛ̃t‿apɔlinɛʁ də ʁjas] est une commune française, située dans le département de l'Ardèche en région Auvergne-Rhône-Alpes.

## Géographie

### Situation et description
Positionnée dans la partie septentrionale du département de l'Ardèche, la commune de Saint-Apollinaire-de-Rias est cependant rattachée à la communauté d'agglomération Privas Centre Ardèche. Petit village, à l'aspect essentiellement rural, son environnement est constitué de moyennes et basses montagnes.

### Communes limitrophes
Saint-Apollinaire-de-Rias est à la croisée de 4 communes.
|                    | Saint-Basile              |                     |
| Saint-Jean-Chambre | Saint-Apollinaire-de-Rias | Vernoux-en-Vivarais |
|                    | Silhac                    |                     |

### Climat
Pour des articles plus généraux, voir Climat d'Auvergne-Rhône-Alpes et Climat de l'Ardèche.
En 2010, le climat de la commune est de type climat des marges montargnardes, selon une étude du CNRS s'appuyant sur une série de données couvrant la période 1971-2000. En 2020, Météo-France publie une typologie des climats de la France métropolitaine dans laquelle la commune est exposée à un climat de montagne ou de marges de montagne et est dans une zone de transition entre les régions climatiques « Moyenne vallée du Rhône » et « Sud-est du Massif Central ».
Pour la période 1971-2000, la température annuelle moyenne est de 10 °C, avec une amplitude thermique annuelle de 16,9 °C. Le cumul annuel moyen de précipitations est de 1 034 mm, avec 7,9 jours de précipitations en janvier et 5,6 jours en juillet. Pour la période 1991-2020, la température moyenne annuelle observée sur la station météorologique de Météo-France la plus proche, « Vernoux », sur la commune de Vernoux-en-Vivarais à 5 km à vol d'oiseau, est de 11,2 °C et le cumul annuel moyen de précipitations est de 1 203,6 mm,. Pour l'avenir, les paramètres climatiques de la commune estimés pour 2050 selon différents scénarios d'émission de gaz à effet de serre sont consultables sur un site dédié publié par Météo-France en novembre 2022.

### Hydrographie
La Dunière, cours d'eau de 23,6 km et qui longe le territoire communal est un affluent de l'Eyrieux.

## Urbanisme

### Typologie
Au 1er janvier 2024, Saint-Apollinaire-de-Rias est catégorisée commune rurale à habitat très dispersé, selon la nouvelle grille communale de densité à 7 niveaux définie par l'Insee en 2022.
Elle est située hors unité urbaine et hors attraction des villes,.

### Occupation des sols
L'occupation des sols de la commune, telle qu'elle ressort de la base de données européenne d’occupation biophysique des sols Corine Land Cover (CLC), est marquée par l'importance des forêts et milieux semi-naturels (51,9 % en 2018), une proportion sensiblement équivalente à celle de 1990 (52 %). La répartition détaillée en 2018 est la suivante : 
forêts (51,9 %), zones agricoles hétérogènes (31,6 %), prairies (16,5 %).
L'évolution de l’occupation des sols de la commune et de ses infrastructures peut être observée sur les différentes représentations cartographiques du territoire : la carte de Cassini (XVIIIe siècle), la carte d'état-major (1820-1866) et les cartes ou photos aériennes de l'IGN pour la période actuelle (1950 à aujourd'hui).

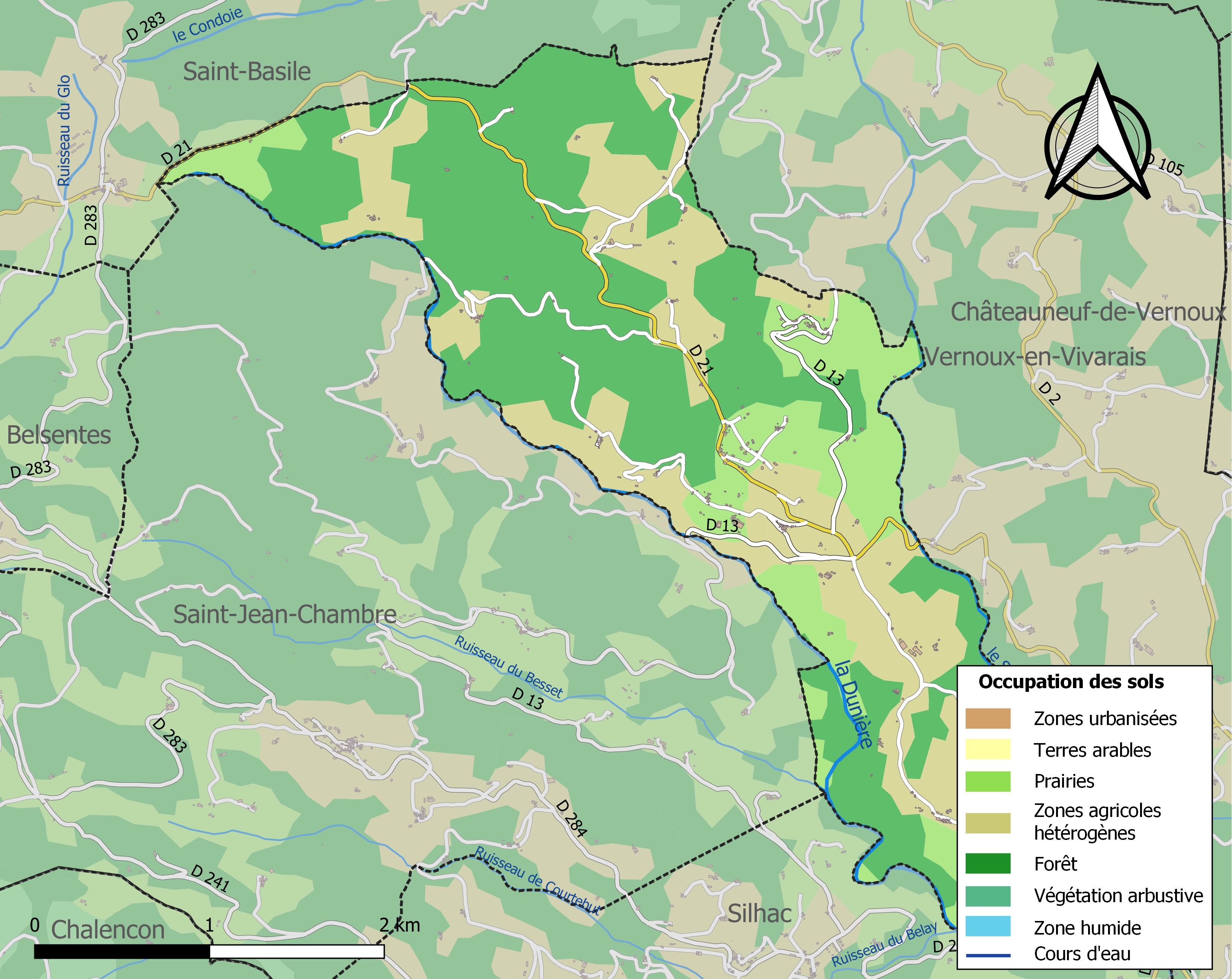
Carte des infrastructures et de l'occupation des sols de la commune en 2018 (CLC).

### Risques naturels

#### Risques sismiques
L'ensemble du territoire de la commune de Saint-Apollinaire-de-Rias est situé en zone de sismicité no 2 (sur une échelle de 5), comme la plupart des communes situées sur le plateau et la montagne ardéchoise mais non loin de la zone no 3 qui couvre l'est du département et la vallée du Rhône.
| Type de zone | Niveau           | Définitions (bâtiment à risque normal) |
| ------------ | ---------------- | -------------------------------------- |
| Zone 2       | Sismicité faible | accélération = 1,1 m/s2                |

## Politique et administration

### Liste des maires
| Période                                  | Période                   | Identité      | Étiquette | Qualité                    |
| ---------------------------------------- | ------------------------- | ------------- | --------- | -------------------------- |
| Les données manquantes sont à compléter. |                           |               |           |                            |
| mars 1983                                | mars 2001                 | Marcel Gounon | PCF       |                            |
| mars 2001                                | En cours (au 6 août 2020) | Michel Cimaz, | DVG       | Retraité de l'enseignement |

## Population et société

### Démographie
L'évolution du nombre d'habitants est connue à travers les recensements de la population effectués dans la commune depuis 1793. Pour les communes de moins de 10 000 habitants, une enquête de recensement portant sur toute la population est réalisée tous les cinq ans, les populations de référence des années intermédiaires étant quant à elles estimées par interpolation ou extrapolation. Pour la commune, le premier recensement exhaustif entrant dans le cadre du nouveau dispositif a été réalisé en 2007.

En 2022, la commune comptait 199 habitants, en évolution de +1,02 % par rapport à 2016 (Ardèche : +2,48 %, France hors Mayotte : +2,11 %).
| 1793 | 1800 | 1806 | 1821 | 1831 | 1836 | 1841 | 1846 | 1851 |
| ---- | ---- | ---- | ---- | ---- | ---- | ---- | ---- | ---- |
| 507  | 339  | 485  | 565  | 587  | 618  | 682  | 689  | 691  |

| 1856 | 1861 | 1866 | 1872 | 1876 | 1881 | 1886 | 1891 | 1896 |
| ---- | ---- | ---- | ---- | ---- | ---- | ---- | ---- | ---- |
| 680  | 678  | 664  | 633  | 572  | 572  | 607  | 576  | 609  |

| 1901 | 1906 | 1911 | 1921 | 1926 | 1931 | 1936 | 1946 | 1954 |
| ---- | ---- | ---- | ---- | ---- | ---- | ---- | ---- | ---- |
| 600  | 570  | 545  | 474  | 417  | 285  | 372  | 363  | 272  |

| 1962 | 1968 | 1975 | 1982 | 1990 | 1999 | 2006 | 2007 | 2012 |
| ---- | ---- | ---- | ---- | ---- | ---- | ---- | ---- | ---- |
| 198  | 178  | 140  | 132  | 128  | 119  | 151  | 155  | 183  |

| 2017 | 2022 | - | - | - | - | - | - | - |
| ---- | ---- | - | - | - | - | - | - | - |
| 201  | 199  | - | - | - | - | - | - | - |

### Enseignement
La commune est rattachée à l'académie de Grenoble.

### Médias
En 2014, la commune de Saint-Apollinaire-de-Rias a été récompensée par le label « Ville Internet @@@@@ ».
Deux journaux couvrent l'actualité de la commune et de sa région :
- L'Hebdo de l'Ardèche, journal hebdomadaire français basé à Valence et couvrant l'actualité de tout le département de l'Ardèche ;
- Le Dauphiné libéré, journal quotidien de la presse écrite française régionale distribué dans la plupart des départements de l'ancienne région Rhône-Alpes, notamment l'Ardèche. La commune est située dans la zone d'édition de Privas-centre-Ardèche.

### Cultes
La communauté catholique et l'église paroissiale Saint-Apollinaire (propriété de la commune) dépendent de la paroisse « Saint Basile Entre Doux et Dunière » dont la maison paroissiale, située à Lamastre, est rattachée au diocèse de Viviers.

## Culture et patrimoine

### Lieux et monuments
- Église Saint-Apollinaire de Saint-Apollinaire-de-Rias.

### Héraldique
|  | Saint-Apollinaire-de-Rias possède des armoiries dont l'origine et le blasonnement exact ne sont pas disponibles. |